# Yeovil and District Football League
Yeovil and District Football League är en engelsk fotbollsliga baserad runt Yeovil, grundad 1903. Den har tre divisioner och toppdivisionen Premier Division ligger på nivå 14 i det engelska ligasystemet.
Ligan är en matarliga till Somerset County Football League.

## Mästare
| Säsong  | Premier Division   | Division One    | Division Two | Division Three |
| ------- | ------------------ | --------------- | ------------ | -------------- |
| 2008/09 | Pen Mill           | Somerton Sports | AFC Wessex   | Arrow          |
| 2009/10 | Keinton Mandeville | Victoria Sports | Arrow        | Clifton Sports |
| 2010/11 | Henstridge         | Mermaid United  | Aller Park   | Brhoden        |

Källa: FA Full-Time